# Eriogonum diclinum
Eriogonum diclinum är en slideväxtart som beskrevs av James Lauritz Reveal. Eriogonum diclinum ingår i släktet Eriogonum och familjen slideväxter. Inga underarter finns listade i Catalogue of Life.